# Sīdak
Sīdak (persiska: سيدَك, سیدک) är en ort i Iran.   Den ligger i provinsen Västazarbaijan, i den nordvästra delen av landet, 600 km väster om huvudstaden Teheran. Sīdak ligger 1 442 meter över havet och antalet invånare är 198.
Terrängen runt Sīdak är huvudsakligen kuperad. Sīdak ligger nere i en dal. Runt Sīdak är det ganska tätbefolkat, med 185 invånare per kvadratkilometer. Närmaste större samhälle är Nergī, 7,7 km väster om Sīdak. Trakten runt Sīdak består i huvudsak av gräsmarker.